# Heuberg (Gemeinde Lanzenkirchen)
Heuberg ist eine Rotte im Gebiet der Katastralgemeinde Ofenbach, die zur Marktgemeinde Lanzenkirchen gehört, im Bezirk Wiener Neustadt-Land in Niederösterreich.
Aufgrund der Nähe zum benachbarten Burgenland hat die Rotte Heuberg die burgenländische Postleitzahl und auch burgenländische Telefonvorwahl der Nachbargemeinde Forchtenstein (02626, 7212 Lanzenkirchen).
Mit Stand Jänner 2019 zählt die Rotte Heuberg 4 Einwohner.

## Geografie
Heuberg liegt im nördlichen Rosaliengebirge im niederösterreichischen Industrieviertel an der Grenze zum Burgenland. Die Rotte Heuberg liegt knapp unterhalb des gleichnamigen Heuberges, welcher im Burgenland liegt. Nachbargemeinde von Lanzenkirchen im Bereich der Rotte Heuberg ist die Dorfgemeinde Forchtenstein.

## Ortsname
Der Ortsname deutet vermutlich auf die landwirtschaftliche Nutzung des gleichnamigen Heuberges zur Gewinnung von Heu hin.

## Geschichte
Vor Christi Geburt war das Gebiet Teil des keltischen Königreiches Noricum und gehörte zur näheren Umgebung der keltischen Höhensiedlung Burg auf dem Schwarzenbacher Burgberg. Später unter den Römern lag das heutige Heuberg dann in der Provinz Pannonia.
Heuberg ist schon seit jeher Rotte von Ofenbach und somit Teil von Lanzenkirchen und teilte daher auch immer deren Geschichte.

## Sehenswürdigkeiten
- Lehrforst und Gebäude der Universität für Bodenkultur Wien
- Sender Heuberg